# 무고
무고(巫蠱) 또는 고독(蠱毒)은 고대 동양에서 사용된 주술이다. 그 성질이 저주이고 또한 과정이 잔혹잔인하기에 동양 주술 중 가장 사악한 것으로 취급된다. 저주행위 자체를 무고라 일컫기도 하지만(예: 무고의 화, 무고의 옥), 여기서는 협의의 의미로 한정하여 서술한다.
《의학강목》(医学綱目) 권제25에 따르면, 뱀, 지네, 그리마, 두꺼비 등 유독 동물들을 잔뜩 모아 한 항아리에 집어넣는다. 그러면 자연히 동물들끼리 싸움이 일어나는데, 배틀로얄식으로 마지막 한 마리가 남을 때까지 내버려 둔다. 이리하여 최후에 살아남은 동물의 독을 채취하여 음식물에 섞어 사람에게 해를 가하는 등의 행위를 한다. 독에 노출되었을 때의 증상은 다양하지만 일정 기간이 지나면 피해자는 대개 죽는다 라고 되어 있다.
고대 중국에서 널리 사용되었다 한다. 얼마나 옛날부터 사용되었는지는 확실하지 않지만 은 주 시대의 갑골문에서 고독의 흔적을 읽는 학자도 있다. 확실히 확인할 수 있는 것 중 가장 이른 기록은 《수서》 〈지리지〉이다. 여기 보면 “오월 오일에 백 종의 벌레를 모아 큰 것은 뱀, 작은 것은 이와 함께 그릇 안에 함께 두고 서로 싸우게 만들어 최후에 남은 것을 이용한다. 뱀을 사용하면 사고(蛇蠱), 이를 사용하면 슬고(虱蠱)라 한다. 이 짓거리는 사람을 죽인다”라고 되어 있다.
대대로 중국의 법령에서는 무고를 만들어 사람을 죽이거나 이를 교사했을 경우 사형에 처하는 취지의 규정이 존재한다. 수나라 때인 개황 8년(588년) 묘귀(猫鬼)ㆍ고독(蠱毒)ㆍ염매(魘魅)ㆍ야도(野道)를 모두 금하였다. 《당률소의》 권제18에서는 교수형, 《대명률》 권제19와 《대청률례》 권제30에서는 참형에 처한다고 되어 있다.
일본에서도 염매와 함께 최악의 주술로 간주하여 "고독염매(蠱毒厭魅)"라 묶어 칭하면서 두려워했고, 《요로 율령》 중 〈적도률(賊盗律)〉에 올라와 있는 바와 같이 범죄로 취급, 엄격히 금지하였다. 769년 후와 내친왕이 고독술의 피해자가 되어 그 가해자들을 유배되었고, 772년 이노에 내친왕이 고독을 행한 죄로 폐서인되었다고 《속일본기》에 기록되어 있다. 헤이안 시대 이후에도 종종 조서를 내려 금지하였다.
한국에서는 이익이 《성호사설》에서 “염매는 고독과 같은 죄로 동등한 처벌을 가하며 사면령의 대상이 되지도 않는다. 근자에는 이런 일이 있다는 소식이 없으니 법이 준엄하기 때문이리라. [중략] 고독이란 술법 또한 염매와 마찬가지이다. 우리나라 서쪽 지방 백성들 중 이를 업으로 삼는 자들이 있었으나 근자에는 모두 없어졌다”라고 논하였다. 